# De Hoop (Oldebroek)
De molen De Hoop is een in 1853 gebouwde en in gebruik als korenmolen pelmolen en oliemolen in het Nederlandse dorp Oldebroek. Het oorspronkelijk molenaarshuis was gebouwd als een T-boerderij.

## Beschrijving
In het verleden heeft deze achtkante stellingmolen ook als oliemolen dienstgedaan, waarbij het olieslaan in een vóór 1900 gebouwde uitbouw naast de molen was ondergebracht. Na het verwijderen van de olieslagerij werd in de uitbouw een hulpmotor geplaatst. De uitbouw is verder vergroot en bestaat nu uit drie met hun lange zijde aan elkaar gebouwde ruimtes. Omstreeks 1900 werd een zuiggasmotor bijgeplaatst, die rond 1930 werd vervangen door een Crossley ruwoliemotor. Na 1949 werd er alleen nog met een hamermolen gemalen, tot 1957 aangedreven door de ruwoliemotor. In 1957 is het gaande werk, met uitzondering van het bovenwiel, verwijderd om plaats te maken voor silo's, waardoor de molen niet meer kon malen en slechts draaivaardig was. De vangbalk werd voor het vangen toen boven het rechter voeghout geplaatst. De Hoop is in eigendom geweest van drie molenaars tot het jaar 1936 waarin hij uit dienst werd genomen. De molen is in 1973 uitwendig gerestaureerd. In 2019 is het oliewerk teruggebracht en heeft de molen weer drie functies.
De romp bestaat uit een grenen houten achtkant, gedekt met riet op een stenen onderbouw. De houten achtkant heeft drie bintlagen. De achtkantstijlen zijn bij het ondertafelement 31 x 34 centimeter dik. Een van de zolders is slechts anderhalve meter hoog, terwijl de luizolder een normale hoogte heeft.
De wiekenvorm is Oudhollands met 22,60 meter lange Brunia roeden. De roeden wegen per stuk ongeveer 1700 kg. De bovenas van de fabrikant De Prins van Oranje stamt uit 1879.
Oorspronkelijk had de stelling een binnensluiting en schoren zonder kraaienpoten, waarschijnlijk tot 1931 toen de stelling instortte. Later, in 1936/37 is de stelling vervangen en zijn minder schoren maar nu met kraaienpoten toegepast. In 1973 werd de stelling weer geheel vervangen en ongeveer 30 cm hoger geplaatst, waardoor de molen weer 360 graden gekruid kon worden. De gaten van de vroegere schoren werden dichtgemetseld. Ook werd geen binnensluiting meer gebruikt.
De vang (rem) heeft een ijzeren bandvang. De vangbalk is voor de bouw van de silo's boven het rechtervoeghout geplaatst, maar wordt bij de restauratie weer teruggeplaatst op de oorspronkelijke plek.
Het kruiwerk bestond uit zogenaamde mosterdpotten, maar zijn bij de restauratie in 2012 vervangen door een Engels kruiwerk.

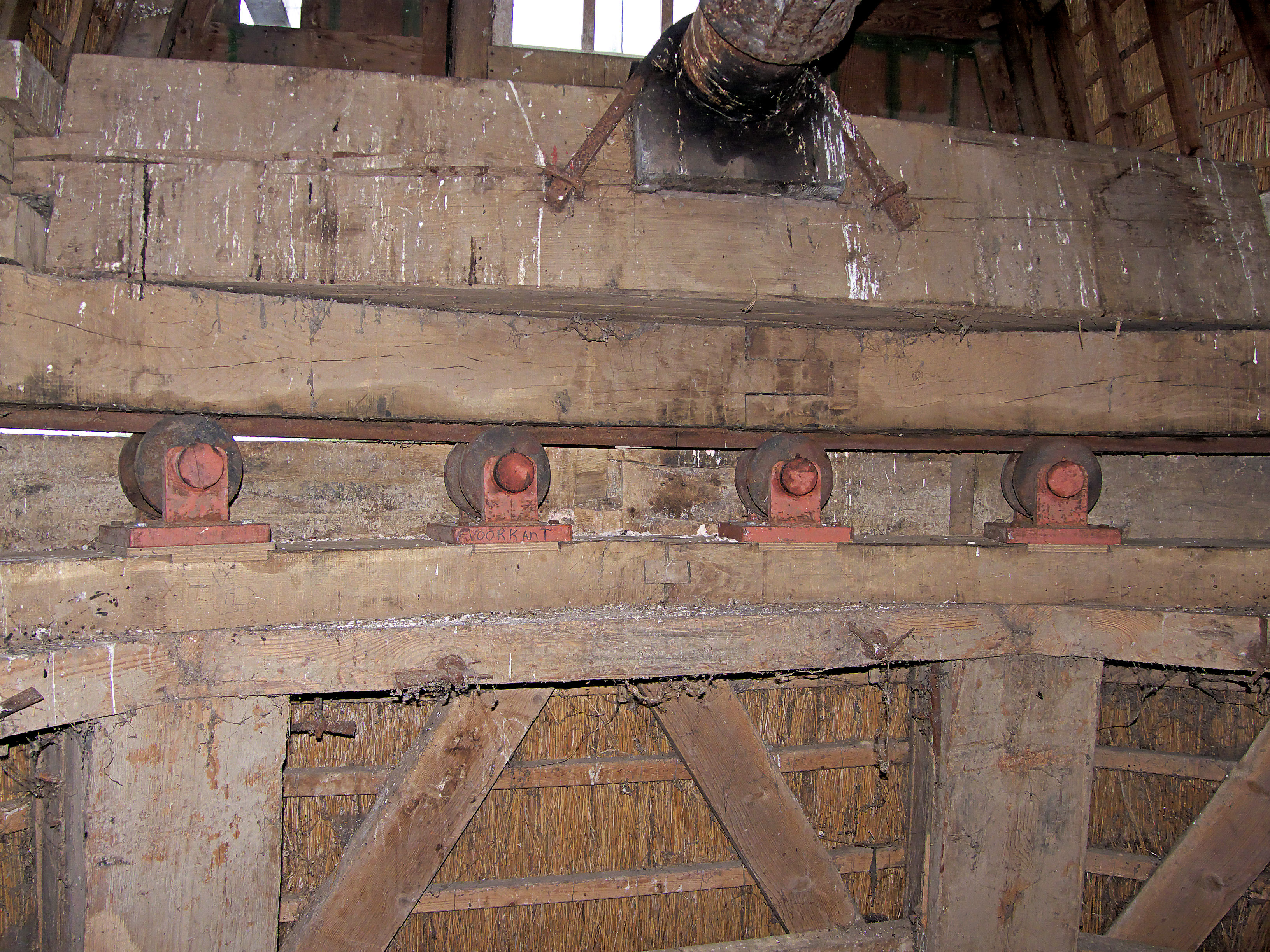
Kruiwerk nog met mosterdpotten

### Overbrengingen
- De overbrengingsverhouding is 1 : 6,6.
- Het bovenwiel heeft 60 beuken kammen en de bonkelaar heeft 31 beuken kammen. De koningsspil draait hierdoor 1,935 keer sneller dan de bovenas. De steek, de afstand tussen de kammen, is 13 cm.
- Het spoorwiel heeft 95 haagbeuk kammen en het steenrondsel 30 staven van palmhout. Het steenrondsel draait hierdoor 3,67 keer sneller dan de koningsspil en 6,13 keer sneller dan de bovenas. De steek is 11 cm.
- De pelschijfloop heeft 20 staven van palmhout. De pelsteen draait hierdoor 9,19 keer sneller dan de bovenas.
- De onderbonkelaar heeft 25 kammen van azijnhout met een steek van 13 cm.
- Het wentelwiel	heeft 69 kammen van steenbeuk met een teek van 13 cm.
- Het kranswiel voor de kantstenen heeft 52 kammen van azijnhout met een steek van 11,5 cm.
- De schijfloop voor de kantstenen heeft 23 staven van palmhout.
- Het gietstalen kegelwiel heeft 20 tanden.
- Het kranswiel voor het roerwerk heeft 35 kammen van steenbeuk met een steek van 10 cm.
- De overwerker heeft 34 kammen van steenbeuk.
- Het roerwiel heeft 13 dollen van azijnhout.

## Restauraties
Het wiekenkruis is met de restauratie in 1973 vernieuwd en heeft toen de Brunia roeden gekregen.
In 1986 is er grootonderhoud gepleegd, waarbij de kap van de molen is geweest en het kruiwerk met houten rollenwagens is vervangen door zogenaamde mosterdpotten.
Op 29 juni 2011 is het molenmakersbedrijf Berkhof uit Zwartebroek met een nieuwe restauratie begonnen en zijn tijdens een officiële plechtigheid, in aanwezigheid van de burgemeester en de verantwoordelijke wethouder, de Brunia roeden gestreken. Voor deze restauratie is 300.000 euro beschikbaar gesteld. Bij de restauratie worden twee zolders, maal- en kapzolder, en de kap hersteld. Ook komt er weer een deelbare koningsspil met koppeling. Verder wordt de stelling evenals de lange spruit vernieuwd en komt er een Engels kruiwerk in de plaats van het huidige kruiwerk. De nieuwe stelling komt lager te liggen dan de oude stelling. De lange spruit die door het plaatsen van de silo's in de molen achter het bovenwiel werd gelegd, wordt ingekort tot steunderbalk en de nieuwe lange spruit komt terug in het midden van de kap met daaronder een nieuwe ijzerbalk.
Op 7 maart 2012 zijn de kap en de houten achtkant afzonderlijk van de stenen onderbouw getakeld. Omdat er naast de molen geen ruimte was, zijn de kap en houten achtkant met twee kranen verplaatst tot achter de loodsen. Hierbij bleek de kap 11,2 ton en het houten achtkant zonder zolders, koningsspil en maalstenen 17,5 ton te wegen.
Op 18 juli 2012 is de houten achtkant en de kap op de stenen voet teruggeplaatst. De ligger en de loper van het maalkoppel en de pelsteen met ijzeren doodbed zijn op de stellingzolder gelegd. De dubbele koningsspil is geplaatst. De onderspil is 6,30 meter en de bovenspil 7,10 meter lang. De onderspil draait bovenaan in een bril met basra locus neuten. De taats van de bovenspil draait in het kogellager van de onderspil. Het spoorwiel heeft 95 kammen van haagbeuk. De gedeelde koningsspil wordt met twee raamwerken met elkaar verbonden.

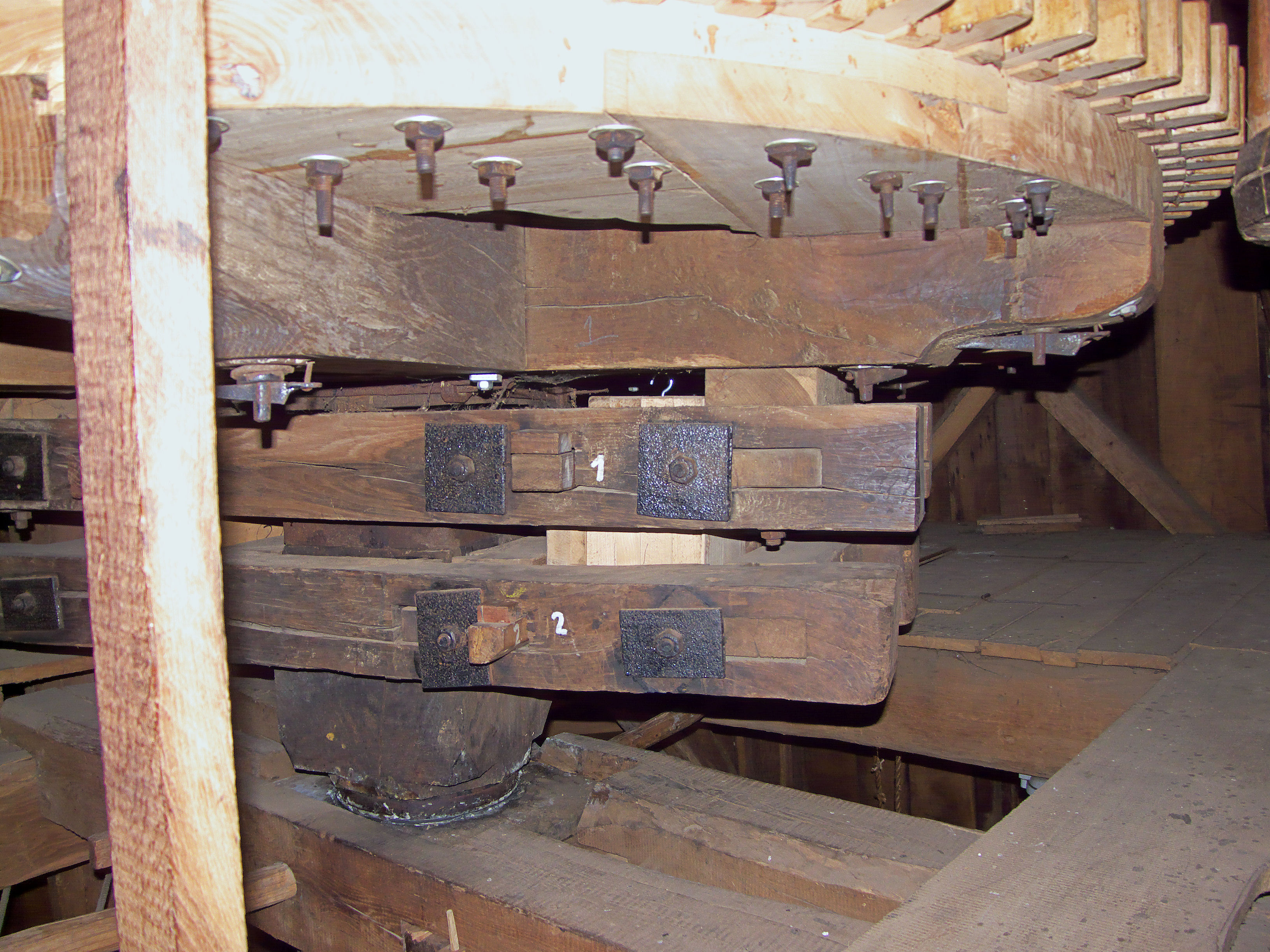
Vergelijkbare koppeling bij Pelmolen Ter Horst

Op 29 augustus 2012 zijn de herstelde en met een heklat verlengde Brunia roeden gestoken, waarna de molen weer draaivaardig is.
In het najaar van 2012 is de hoge silo bij de molen afgebroken en de populieren verwijderd, waardoor de molen beter in het zicht is gekomen.
In 2014 volgde het aanbrengen van een nieuw gaande werk. De molen is sindsdien weer maalvaardig en maalt weer.
In 2016 heeft de molen weer een pelwerk gekregen.
In 2019 heeft de molen weer een oliewerk gekregen met de oude kollergang. Er is één eiken slagblok. Verder zijn er twee stampers met appelpotten voor het fijnmaken van de lijnkoeken. De eiken wentelas is 6908 mm lang. Voor de heien en stampers elk zitten er in de wentelas drie spaken van azijnhout. De heien en stampers zijn van steenbeuk.

## Eigenaren
- 1853 - 1884:  Kornelis Blaauw Hendrikszoon, bouwer en eigenaar
- 1884 - 1921:  Coenraad van de Poll
- 1921 - 1935:  Evert van de Poll (zoon van Coenraad)
- 1935 - 2014:  Gerrit Blaauw Hendrikszoon (kleinzoon van de bouwer)
- 2014 - heden  Stichting molen de Hoop 1853

## Afbeeldingen

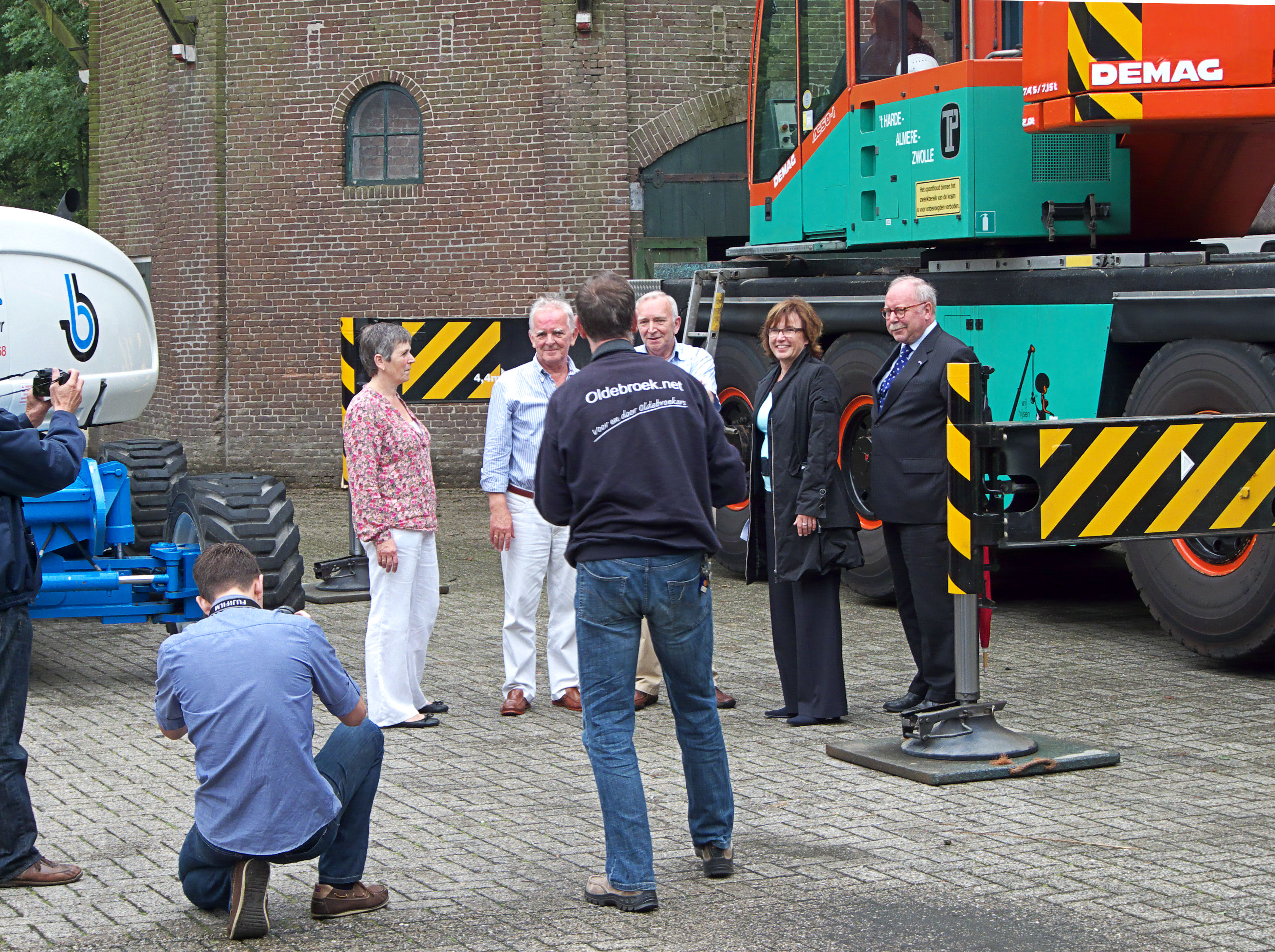
uiterst links mevr. Blaauw
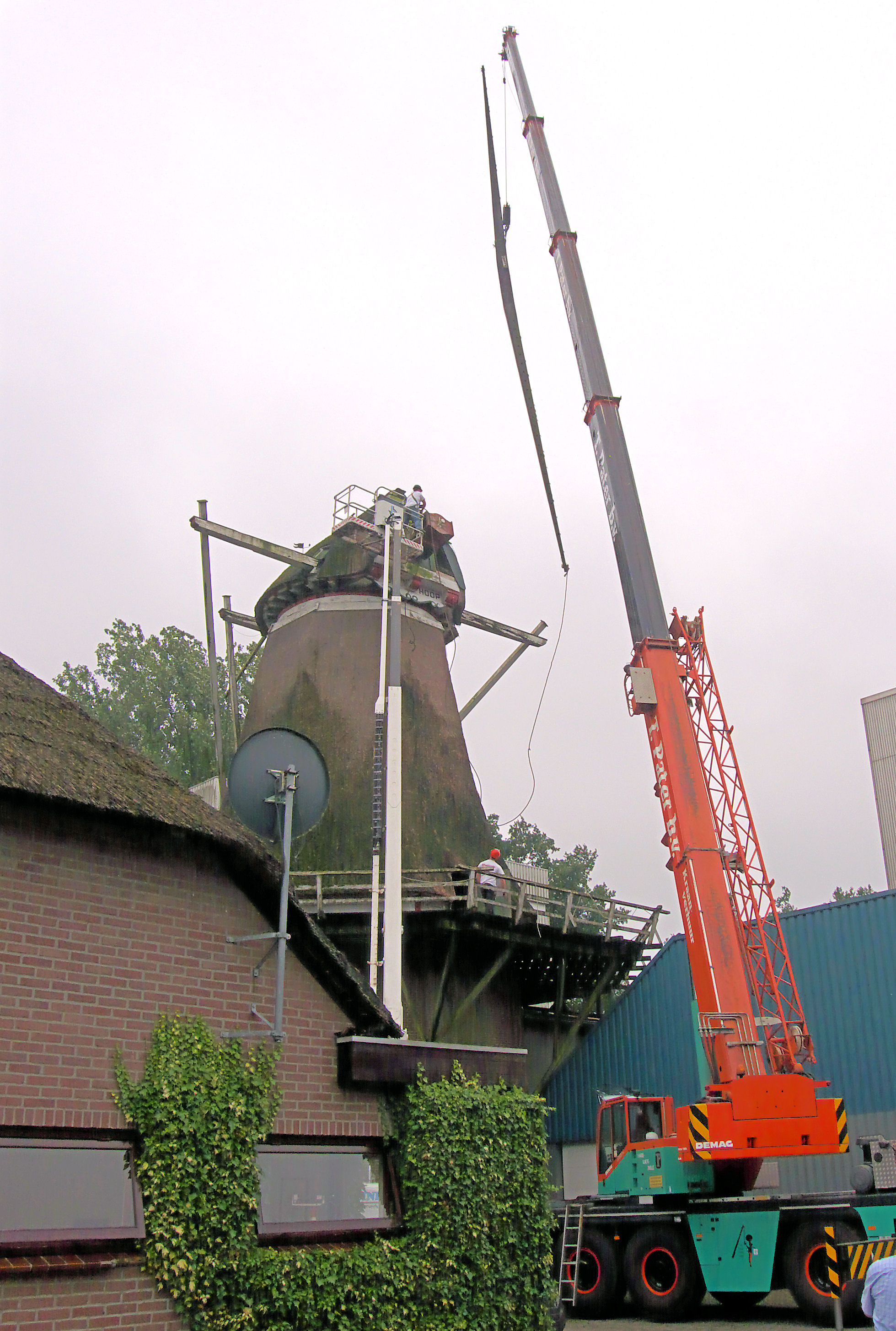
Strijken van de binnenroe
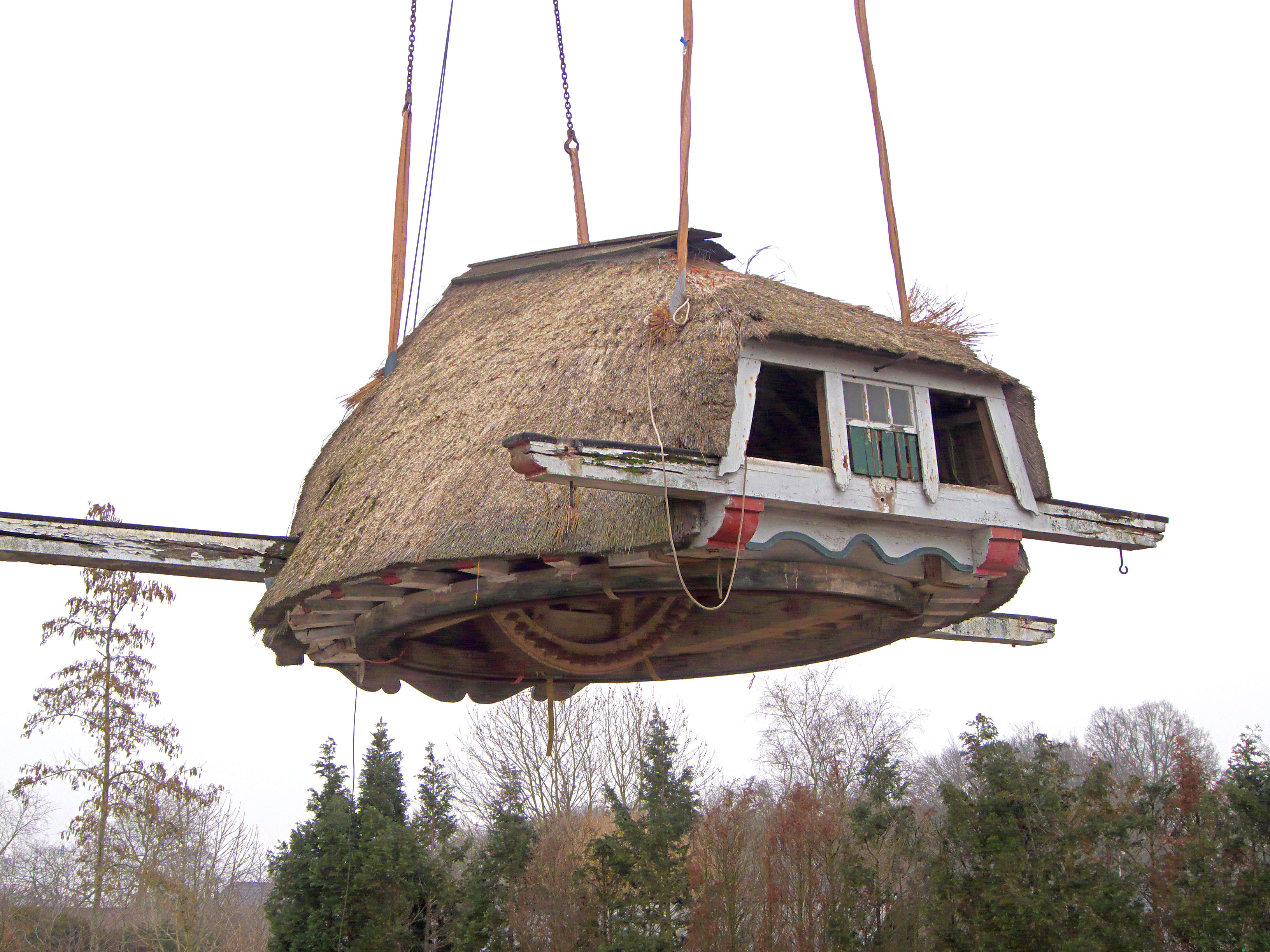
De kap in de takels bij derde takeling
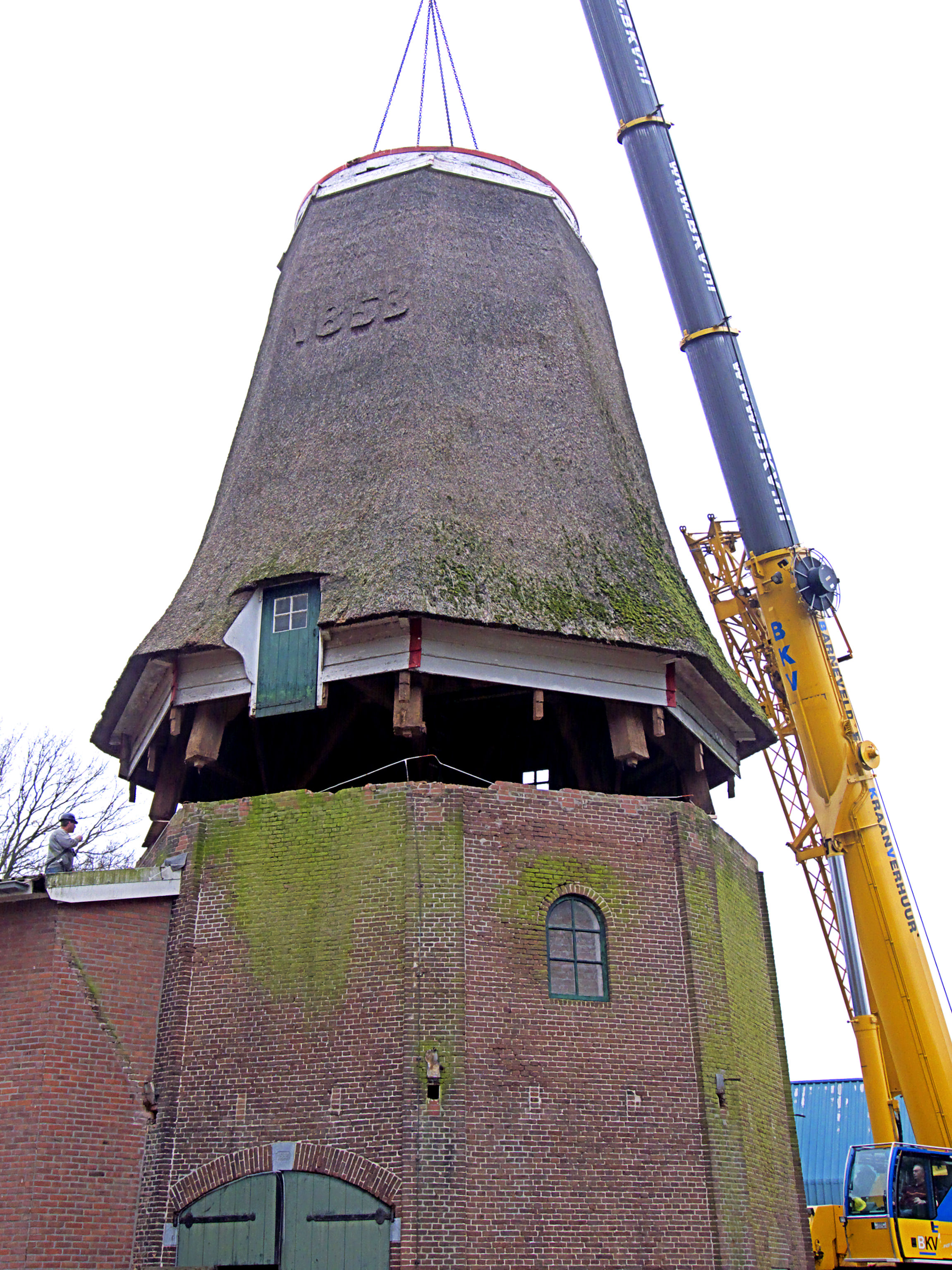
Het houten achtkant in de takels
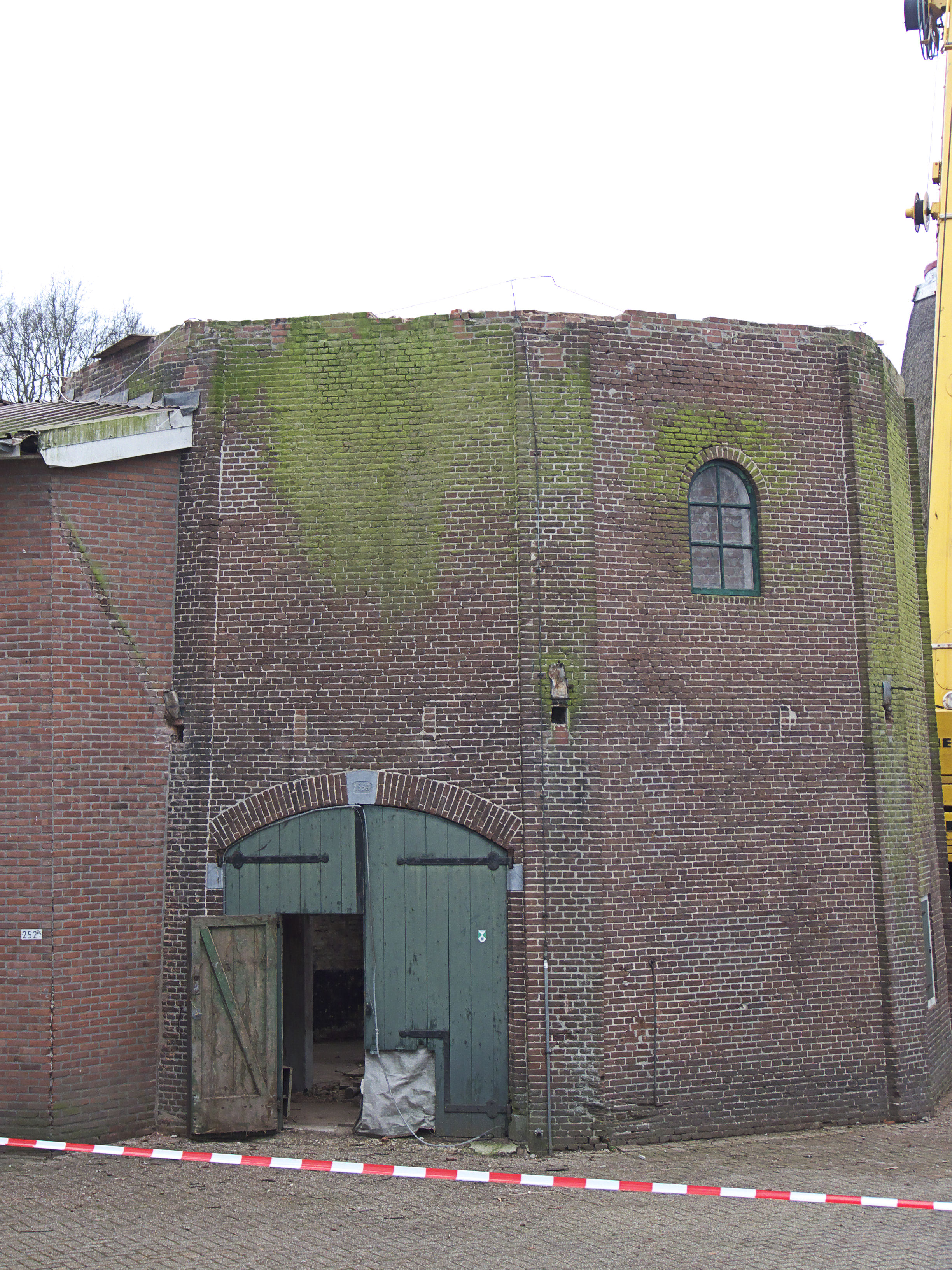
Stenen voet tijdelijk zonder houten achtkant
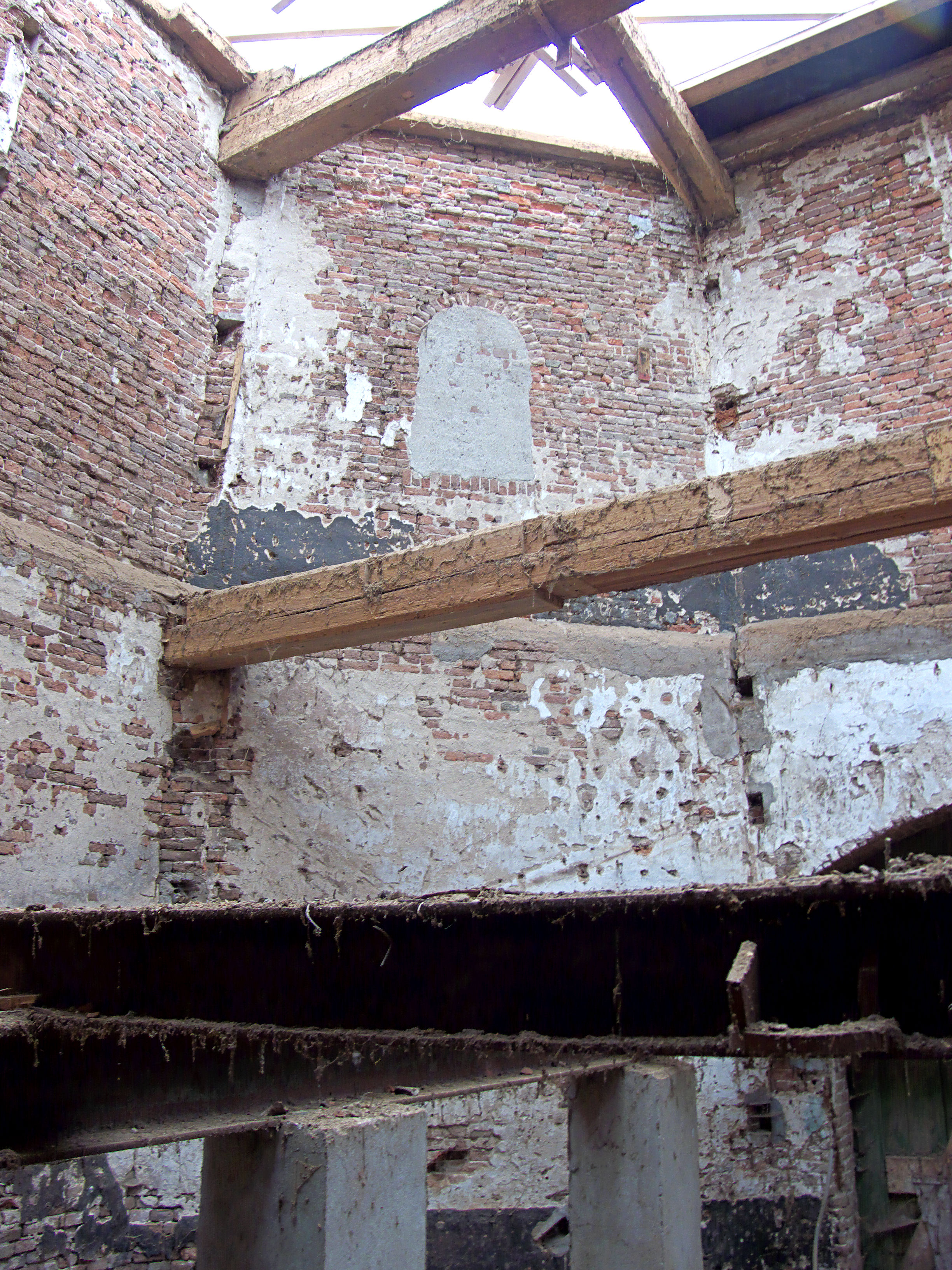
Binnenkant stenen voet zonder houten achtkant
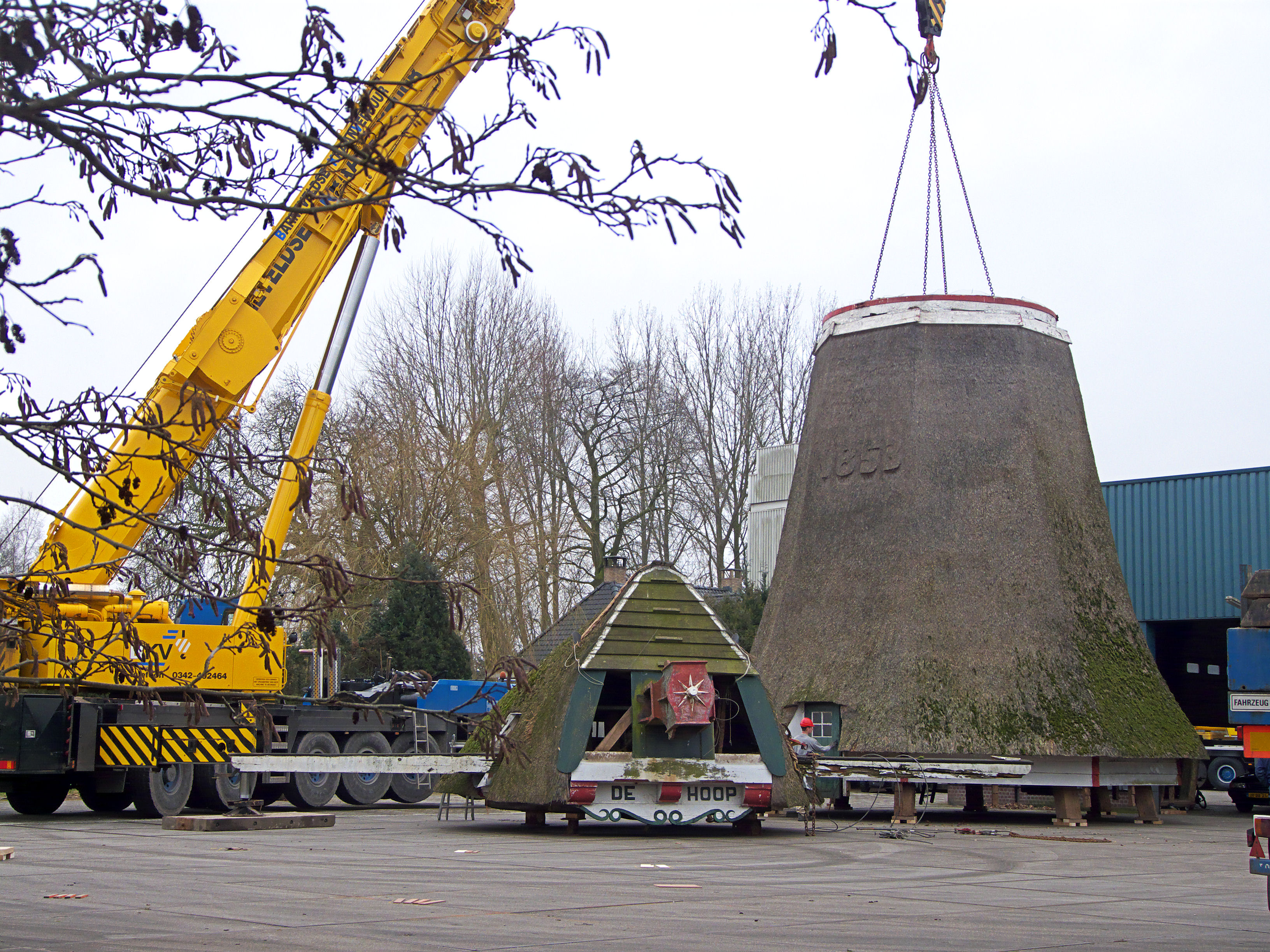
Na derde en laatste takeling
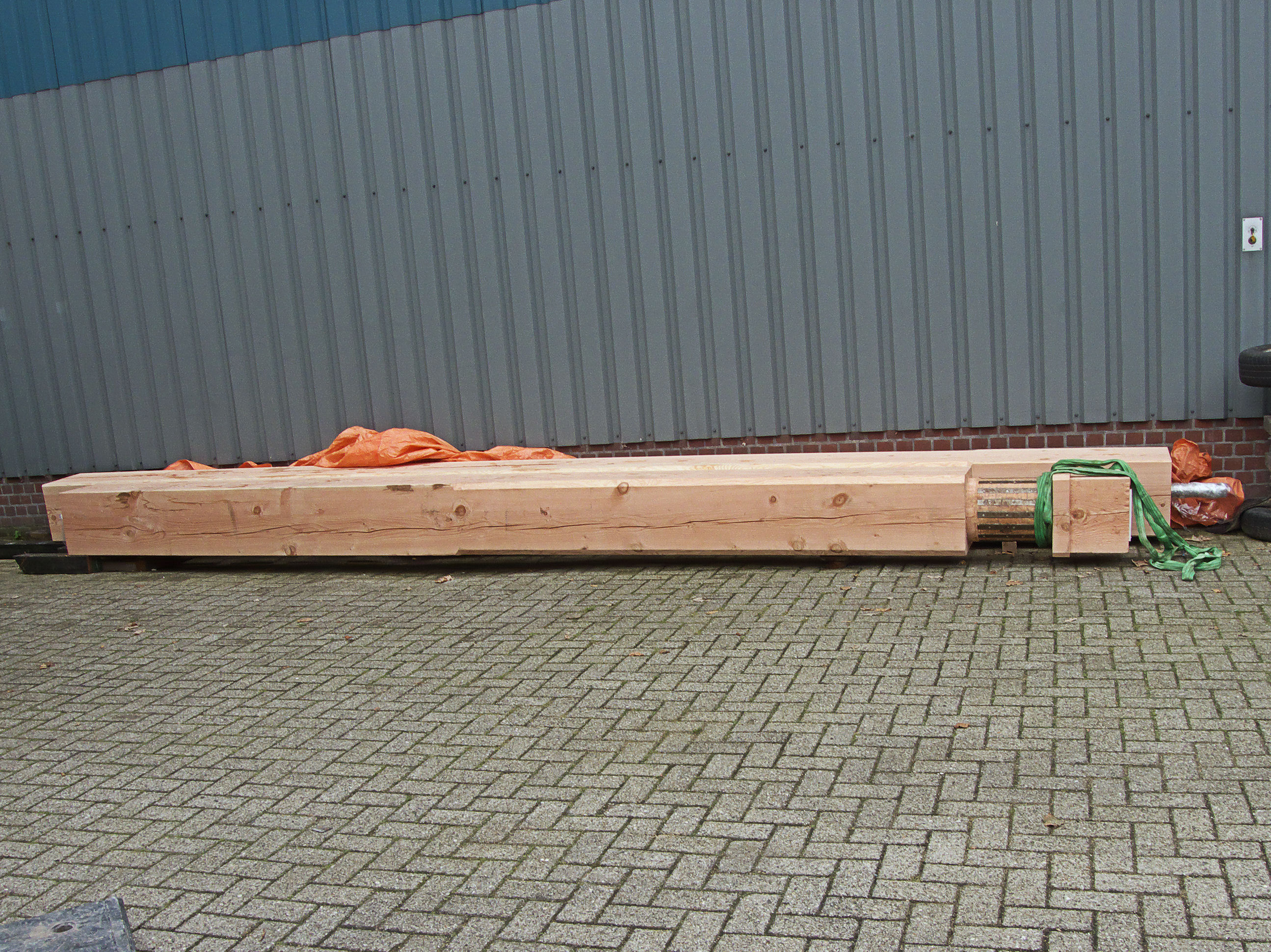
Gedeelde koningsspil
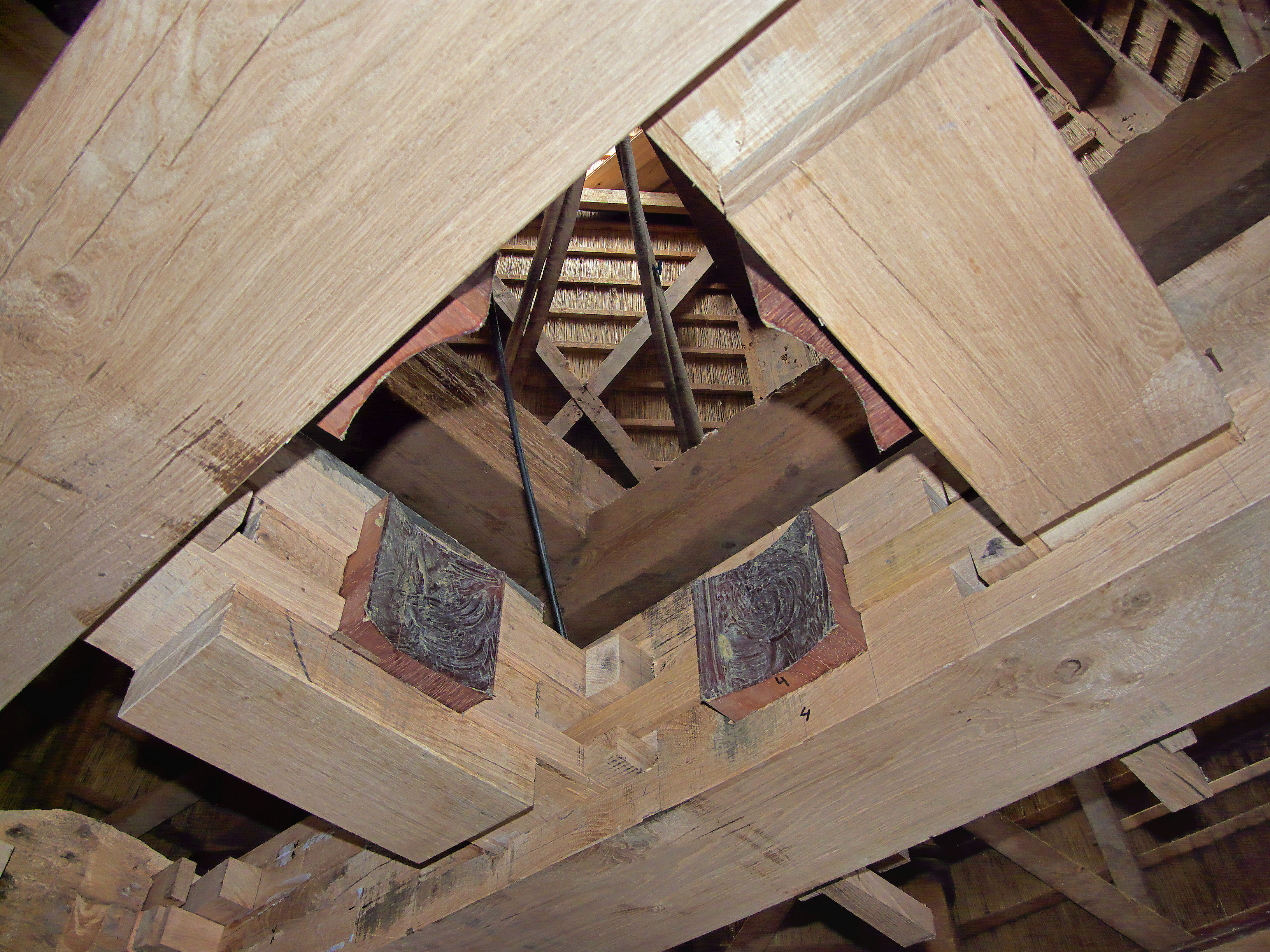
Bril voor de koningsspil
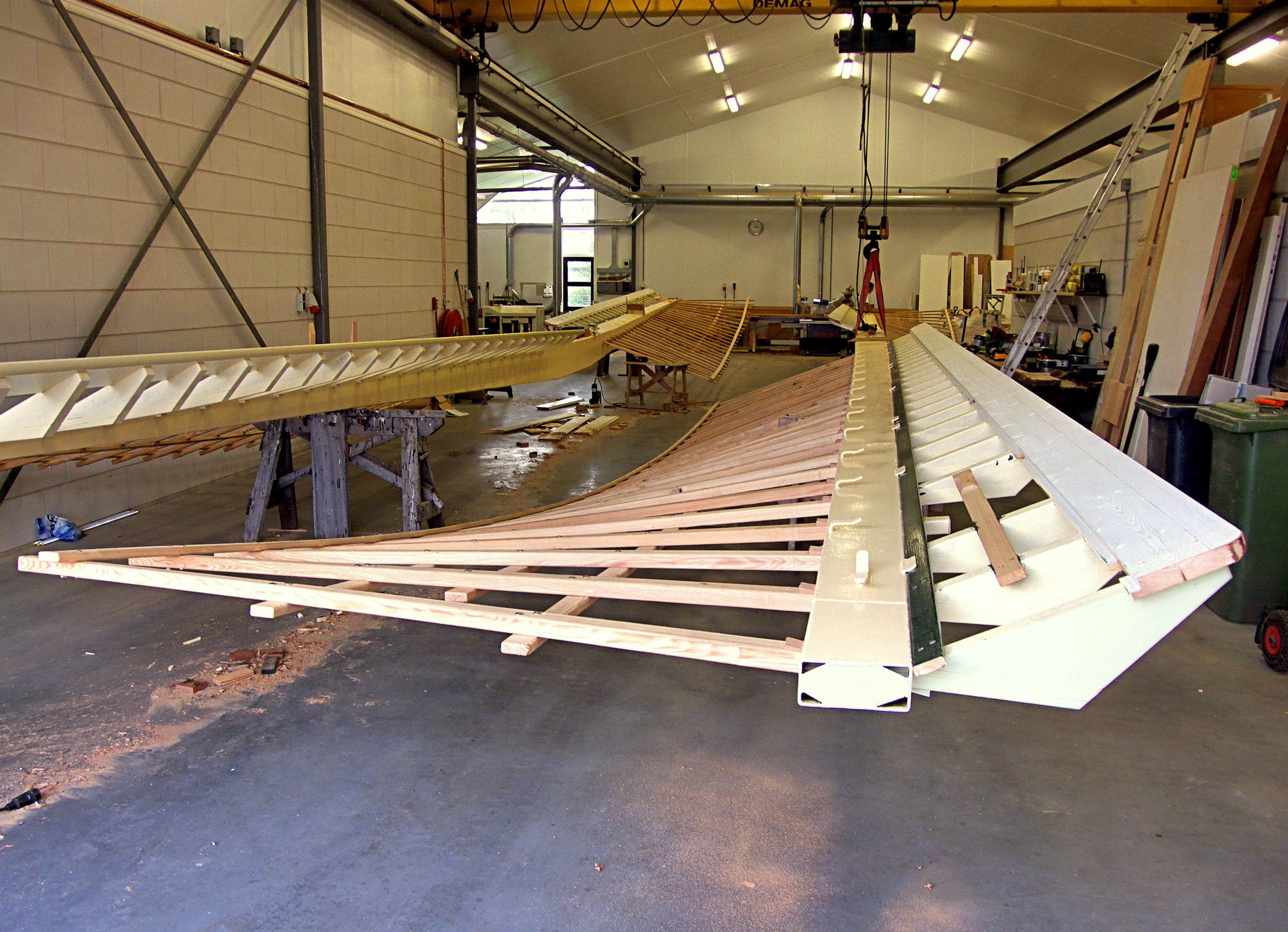
Opgehekte buitenroe
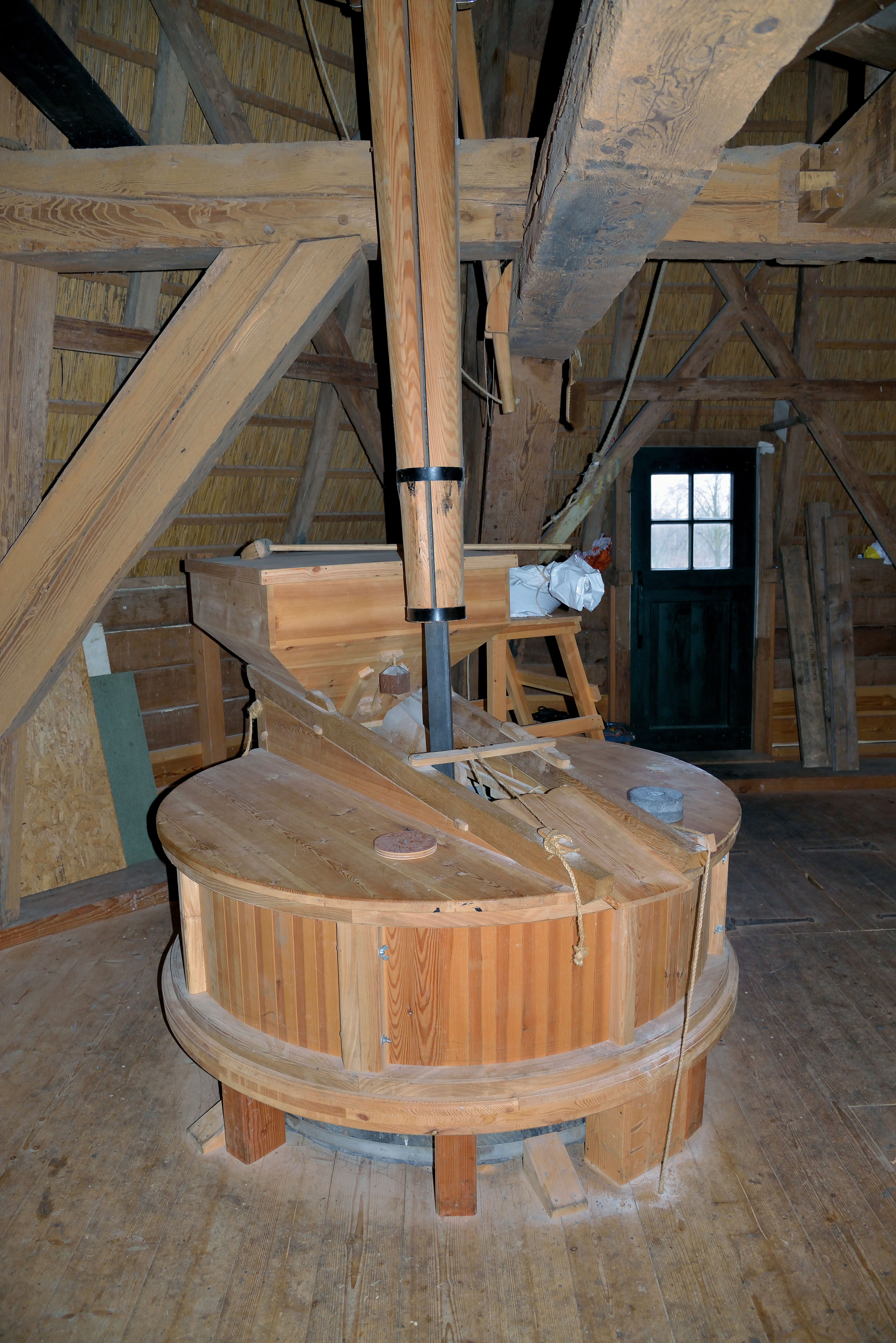
Maalkoppel
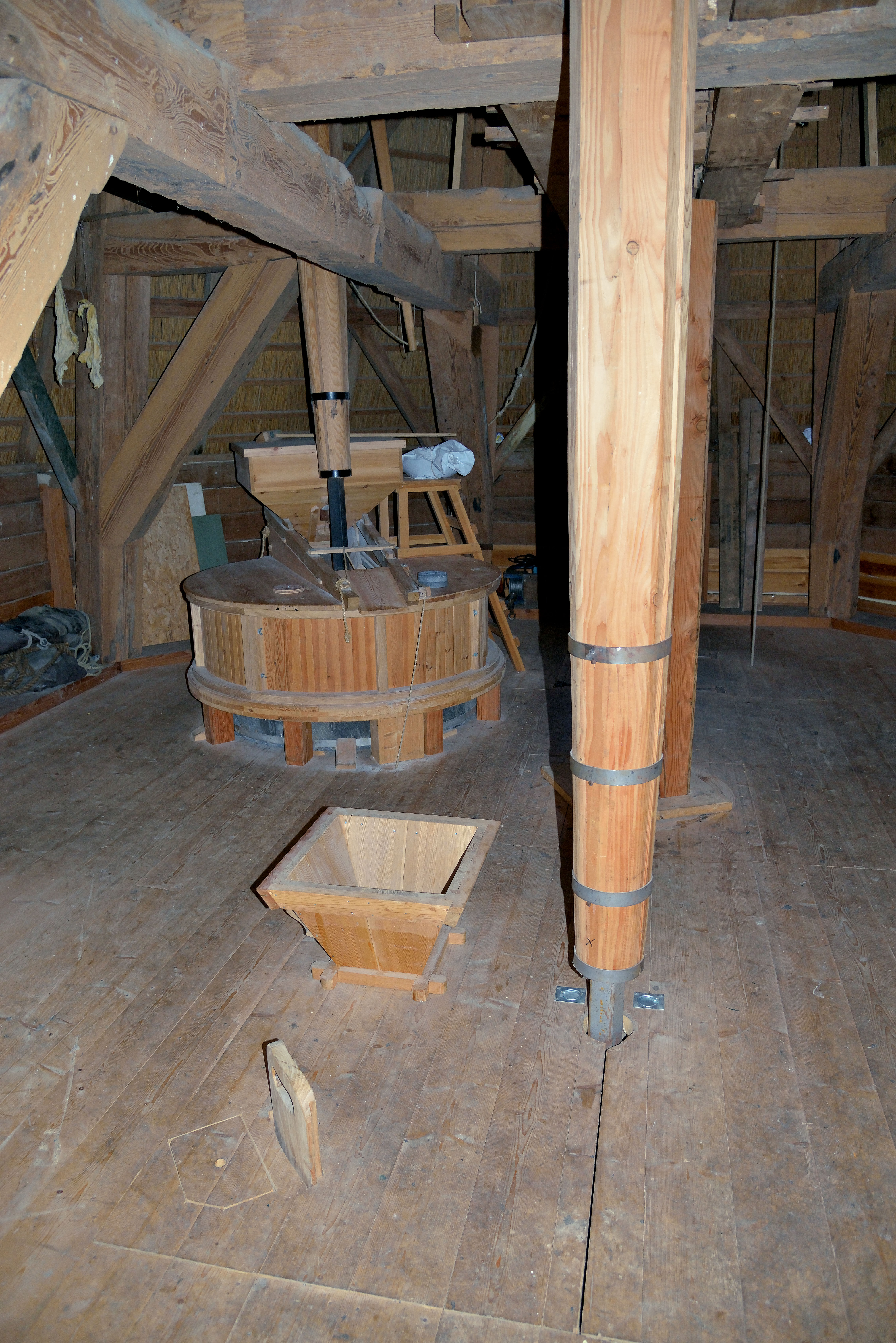
Steenspil pelkoppel
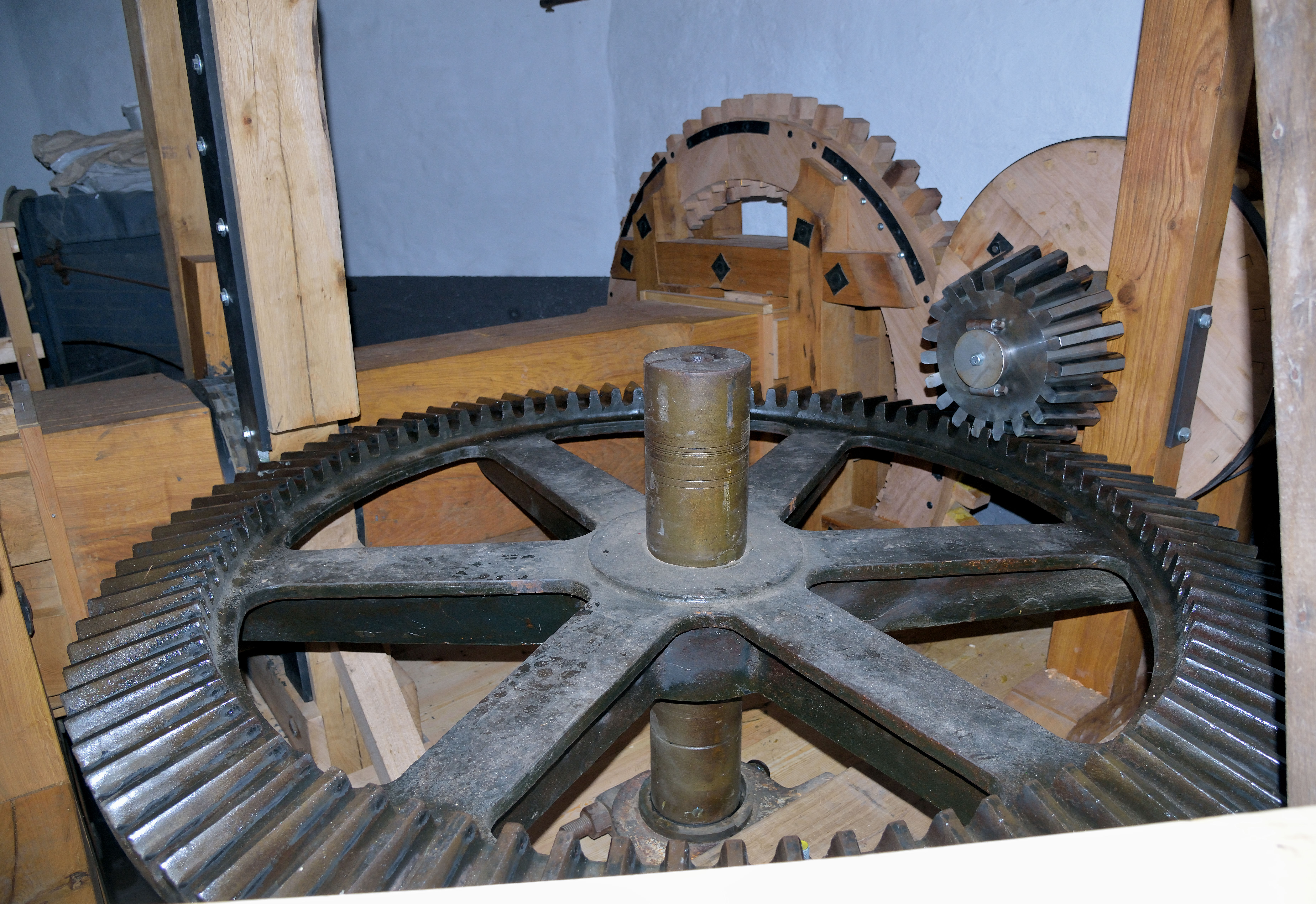
Steenwiel
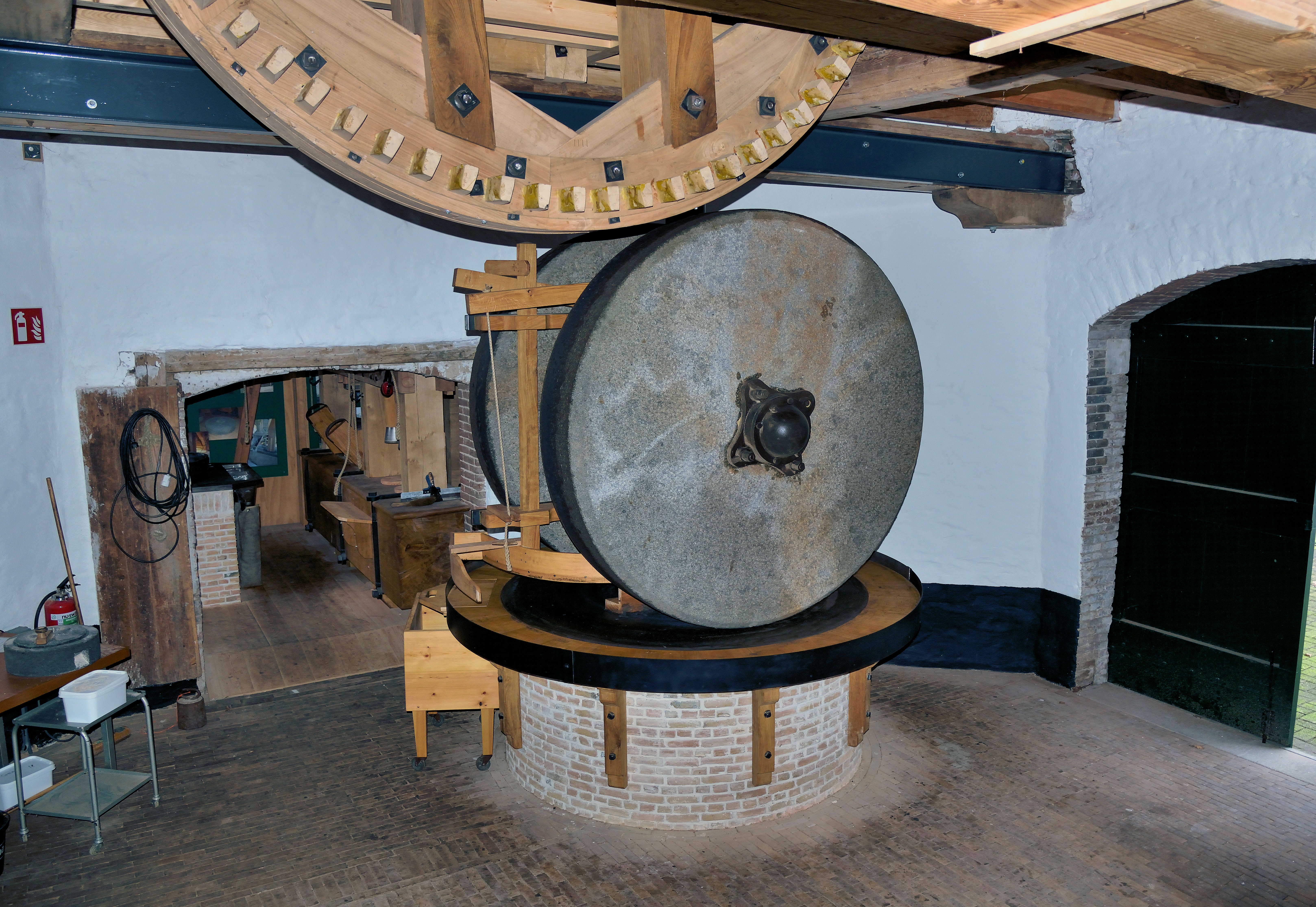
Kantstenen met doodbed
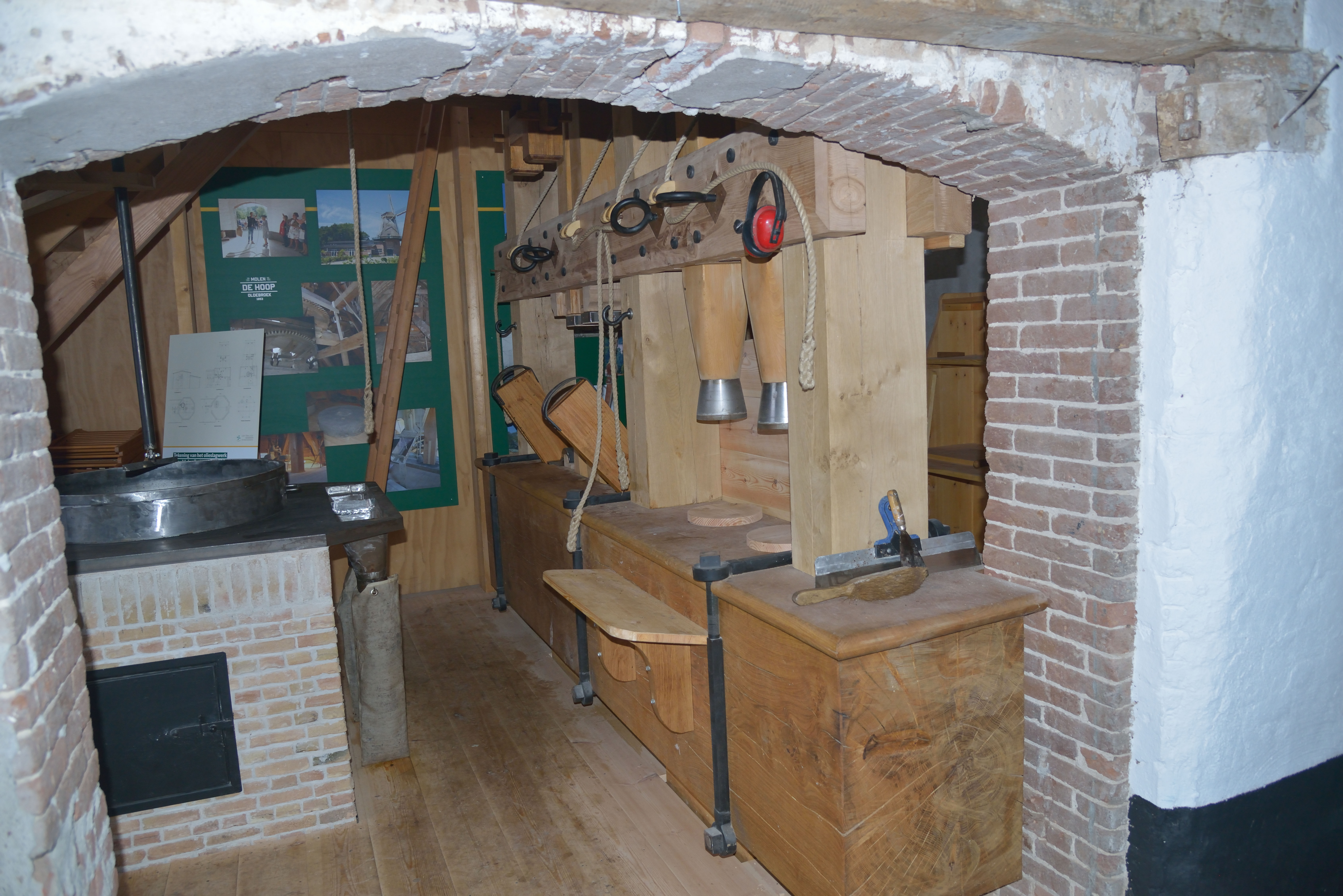
Slagblok
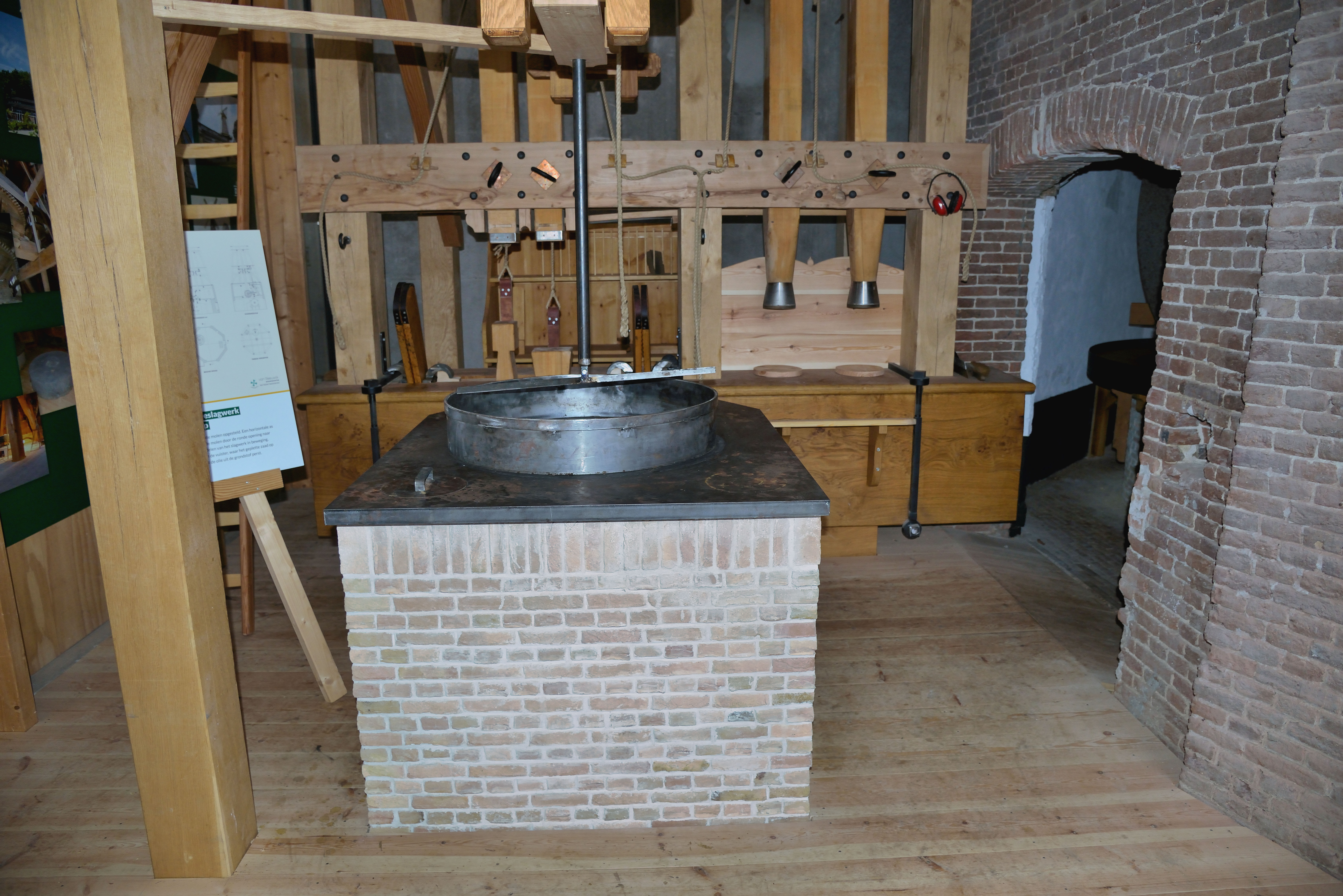
Vuister
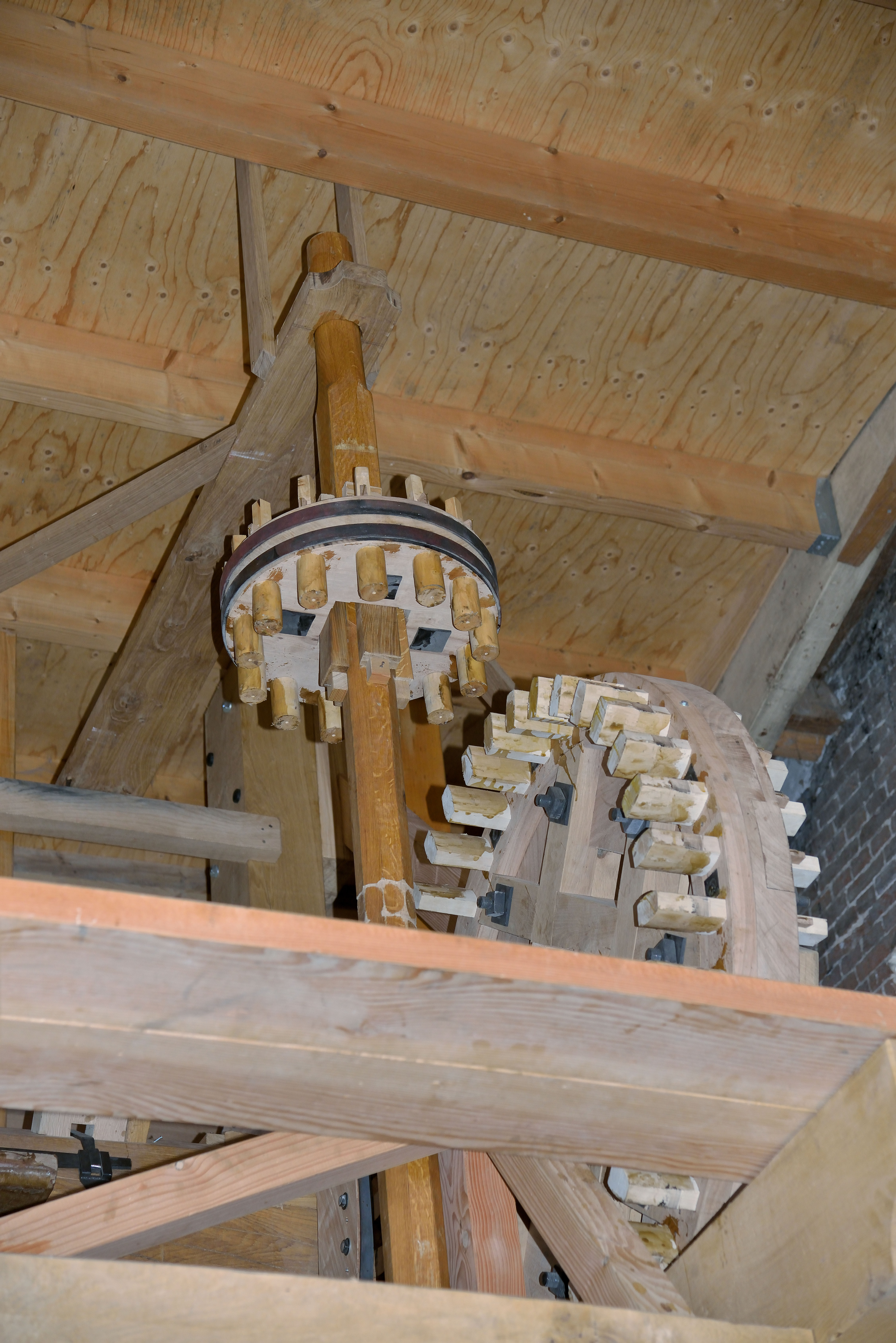
Roerwerk
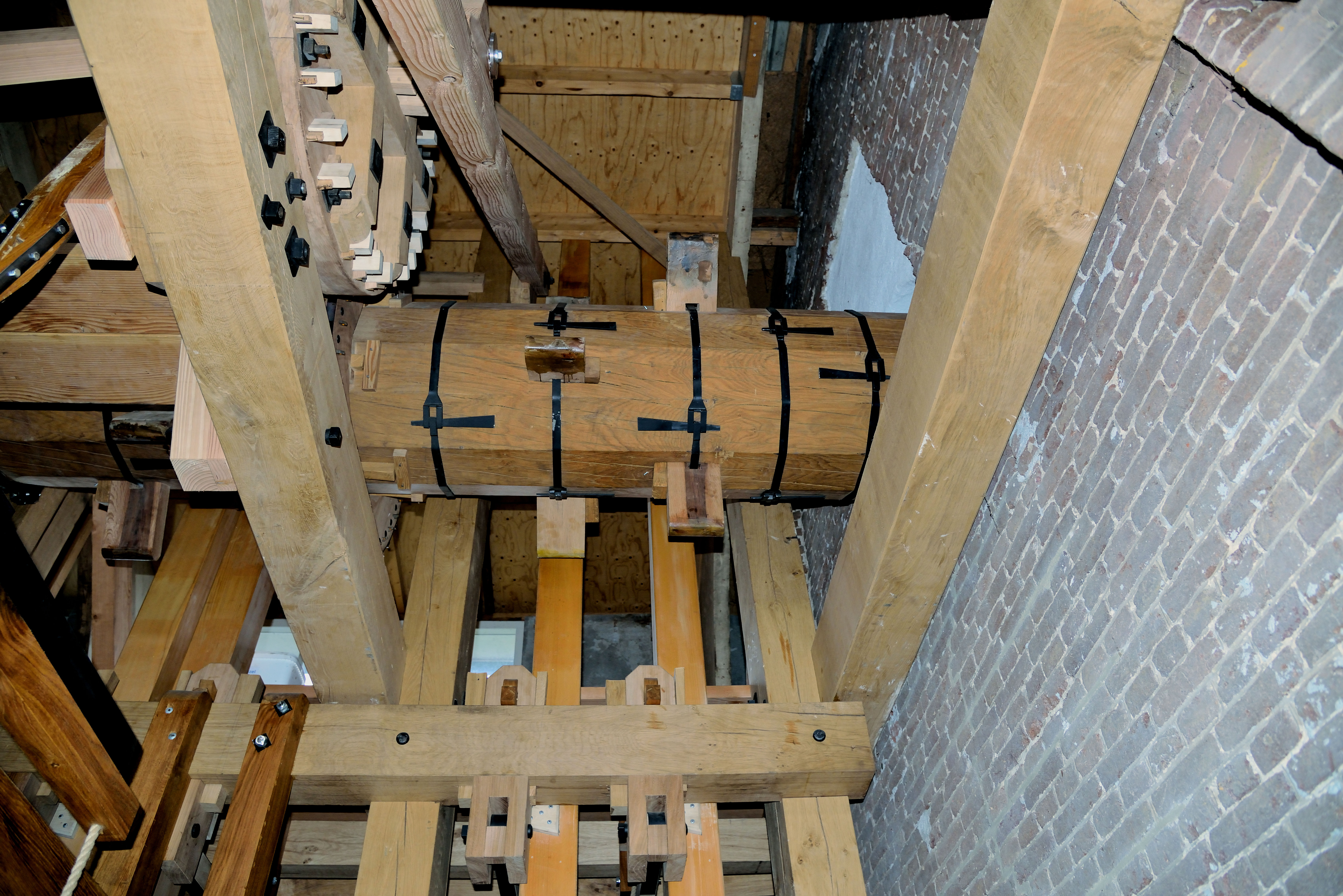
Wentelas